# 2002 год в шашках
2002 год в шашках описывает годовые события в шашечном движении.

## СоревнованияФМЖД
- Чемпионат мира по бразильским шашкам среди мужчин

## СоревнованияФМЖДи EDC
- Чемпионат Европы по международным шашкам среди женщин
- Чемпионат Европы по международным шашкам среди мужчин

## Национальные соревнования
Беларусь
- Чемпионат Белоруссии по международным шашкам среди мужчин
- Чемпионат Белоруссии по шашечной композиции

Нидерланды
- Чемпионат Нидерландов по
международным шашкам среди мужчин

Россия
- Чемпионат России по международным шашкам среди женщин (быстрая программа)
- Чемпионат России по международным шашкам среди женщин (классическая программа)
- Чемпионат России по международным шашкам среди женщин (молниеносная программа)
- Чемпионат России по международным шашкам среди мужчин (классическая программа)
- Чемпионат России по международным шашкам среди мужчин (молниеносная программа)
- IV Клубный чемпионат России по международным шашкам
- Лично-командный чемпионат России по международным шашкам
- Лично-командный чемпионат России по международным шашкам среди женщин
- Лично-командный чемпионат России по международным шашкам среди мужчин 2002

Франция
- Чемпионат Франции по международным шашкам среди мужчин